# 花朝戲
花朝戲是廣東省河源紫金的地方傳統戲劇，主要流行於紫金、五華、河源、惠陽、惠東、揭陽、豐順、興寧、海豐、陸豐等客家人聚居的地區。
花朝戲源於紫金縣鄉村的「神朝」祭祀儀式，使用客家話演唱，流行粵東客家地區。明清以來，紫金縣「神朝」樂舞深受鄉民的喜愛。後來神朝藝人為了取悦觀眾，常在儀式後以小曲演唱軼聞趣事。花朝戲是民間音樂語言與民間文學語言的結合，其唱腔樸素健朗，通俗易唱唱詞和道白常運用詼諧、雋永的雙關語和歇後語，生動形象的語言真實反映了紫金縣客家人日常生活的個性。
2006年5月20日，花朝戲經中華人民共和國國務院入選成為第一批國家級非物質文化遺產名錄，遺產編號為Ⅳ-75。

## 歷史沿革
明末清初，紫金山區疫病流行，為了驅邪鎮妖，鄉民到處立廟祀神，一些民間巫師三五結班走上神台進行祭祀活動，由一個巫師拿一面小鑼，扮成和尚（飛虎大將），另一人扮作女旦，一手拿牛角或一把鈴劍，一手拿一小手帕，邊歌邊舞請神遣將以保平安，這種活動形式，人們稱作「神朝」。由於音樂唱腔頗為悦耳，表演輕盈多姿，頗受信眾歡迎。
光緒年間，巫師葉春林，根紫金地方客家風俗編撰了一些民間故事，並從山歌小調中汲取素養，豐富了唱腔，在「神朝」祭祀完畢後進行演唱，深受廣大羣眾歡迎。從此，逐步吸收民間藝術和姐妹劇種的一些元素使這種表演內容性豐富起來，發展成為一種具有自已獨特風格的花朝戲出藝術。因此，葉春林的演唱的班子，就是紫金縣第一個花朝戲班子。
民國時期，花朝戲備受反動派的摧殘，有些花朝戲班子由於演出諷刺地主、官府的戲，而遭到禁演；有些花朝戲班子被地主豪紳利用，使之變得黃色下流，為他們開賭場服務。鄉人不準婦女去看，演戲藝人被咒為「下九流」，社會地位極低，因而紛紛改行，花朝戲這一句種幾乎凋謝浬沒。
中華人民共和國成立後，在政府的文藝方針指引下，花朝戲又獲得了新生，1956年，根據花朝傳統舞蹈、唱腔、整理出《八十老翁跳花朝》（歌舞），反映了農村中經過土改和合作化之後呈現的新氣象，在汕頭專區和廣東省的業餘群眾藝術會演中獲得好評，並由華南歌舞團加工後，帶到北京參加全國業餘文藝會演。從此，花朝戲受到了廣泛的重視。同年成立了紫金縣花朝藝術研究小組，並組織了巡迴演出團隊。1959年成立汕頭地區紫金縣花朝劇團，挖掘整理了二十多出花朝傳統劇目，創作了八十多個現代和古裝的獨幕和多幕的花朝戲，曾四次參加廣東省會演。
五華縣的橋江鎮、梅林鎮、華陽鎮等地的農村俱樂部或業餘花朝劇團，不斷整理花朝戲傳統節目，並且積極創作現代的獨幕和多幕花朝戲，多次參加廣東省文藝匯演，並獲得好評。

## 劇目
花朝戲的傳統劇目約有一百五十多出，大都取材於民間傳説，也有一些歷史題材的作品，主要描寫男女愛情或描寫人情世界，後者離不開道德勸諭的主旨，較著名的劇目有《送菜》、《過渡》、《蘇丹》、《紫雲英》、《賣雜貨》、《紅石嶺》、《三看親》、《雙撿菌》、《雙進房》、《鐵公雞新傳》、《巧遇回頭店》、《秋麗採花》和《張郎丟妻》等。解放後新創作的花朝戲劇目，影響較大的有多幕戲《紫雲英》和《紅石嶺》等，小戲《送花》和《大年夜》等。另外，還把花鼓戲《打銅鑼》、《補鍋》和採茶戲《小保管上任》等劇目移植為花朝戲，用花朝戲的音樂和技巧來表現。

## 表演特徵

### 音樂曲調
花朝戲的音樂曲調主要由「神朝調」和「民間小調」組成，有時也採用客家山歌。神朝調，源自神朝祭祀巫師做法事所唱的曲調。唱詞為不規整的長短句型，常用「“哪”“哩”“呀”“喲”」等村字連接。曲調句式主要是徴調式和羽調式。
神朝調一般節奏徐緩，情緒哀怨委，常用於抒情唱段。神朝調的傳統演唱特點是一人領唱，眾人幫腔。唱唸相間結合，自由靈活。神朝調在傳唱過程中還吸收、融匯了不少山歌小曲的因素，改變了原來祭祀音樂的曲調，因此具有戲劇音樂的特性。

### 身段
花朝戲表演身段源於勞動生產，從生活中提煉出上山、下坡涉水、過橋、碾米、推磨、紡棉、織麻、採花、摘果、挑擔、洗衣等一整套優美輪快的、富有生活氣息的表演程式。其表演手法以及台步、身段都區別於其他劇種。如比較固定的心腳、丁點步、穿心手和扇花、滾巾、圓手、採花、轉步等都具有獨特的藝術風格，動作純樸、粗獷。

### 樂器
伴奏管絃、彈撥樂器主要有高胡、二胡、揚琴、簡子、嗩吶、單簧管、大提琴等；打擊樂器主要有板鼓、堂鼓、小鑼、高邊鑼等。

## 傳承保護
花朝戲是中國獨一無二的稀有劇種，承載着客家人耕讀傳家、崇文重教的人文思想。花朝戲在探討民間文學、民間音樂、民俗文化、宗教文化等方面具有不可替代的歷史文化價值。
花朝戲的傳統劇目題材多取自民間傳説，大都宣揚懲惡揚善、忠貞愛國、婚姻自由等積極主題；而客家人所崇尚的儒家思想及耕讀傳家、崇文重教等人文觀念在花朝戲中得到充分的展示。因此，花朝戲在民間文學、民間音樂、民俗文化、宗教文化等方面都具有較高的學術研究價值。
在現代文明的衝擊下，花朝戲面臨觀眾逐漸流失、專業人才流失嚴重、戲劇自身發展不足、缺乏必要的經濟支撐等空前的壓力和挑戰。

### 保護措施
花朝戲2006年成為國家級非物質文化遺產開始，為了保護這種客家非物質文化遺產紫金縣文化部門已經制訂了5年保護計劃，從動態和靜態兩個方面來進行保護。
具體包括：全面開展花朝戲普查工作，收集花朝戲史料，並充分利用文字、圖片、錄音、錄像等形式和數字技術進行整理，建立系統檔案；發揮花朝戲藝術研究室的作用，聘請老專家、老藝人深入開展花朝戲研究；對花朝戲的專項普查和研究成果，通過整理、分類出版有關書籍和錄像製品；建立升車、土貴、鷓鴣、龍窩、慎田、禮坑、炮子、上車等八個花朝戲生態保護村；採取送戲下鄉和到學校免費演出等形式，並開設假期花朝戲學生培訓班，培養青少年對花朝戲的興趣，培育後繼人才。
2019年11月，《國家級非物質文化遺產代表性項目保護單位名單》公佈，紫金縣花朝戲劇團獲得「花朝戲」項目保護單位資格。

### 傳承人物
- 鍾石金，1943年出生，廣東省河源市人。第三批國家級非物質文化遺產項目花朝戲代表性傳承人。[8]